# Michaela Conlin
Michaela Conlin (9. června 1978, Pensylvánie) je americká herečka, která je známa hlavně pro svou roli Angely Montenegro v seriálu Sběratelé kostí televize Fox.

## Život
Michaela se narodila v Allentownu v Pensylvánii. Poprvé vystupovala již v sedmi letech, poté se dále objevovala na jevišti v nesčetné pensylvánské komunitě v regionálních dílech.
Chodila na Parklandskou střední školu, kde hrála v díle Bye Bye Birdie a The Crucible. Po vystudování střední školy se roku 1996 přestěhovala do New Yorku, aby zde studovala herectví. Nakonec byla přijata do New York University's Tisch School of Arts. Během práce na bakaláře ve výtvarném umění se objevila v několika dalších divadelních inscenacích. V Atlantické divadelní skupině, v Playwrights Horizons a Conservatory Stonestreet Studio. Poté odcestovala do Amsterdamu, kde studovala s Mezinárodním vzdělávacím programem Experimental Theatre Wing.

### Herecká kariéra
Michaela hraje Angelu Montenegro v populárním dramatu Sběratelé kostí televize Fox , vedle hvězd jako jsou Emily Deschanelová a David Boreanaz. V seriálu si Angela vezme za muže Dr. Jacka Hodginse (T.J.Thyne). Její otec je Billy Gibbons ze skupiny ZZ Top a hraje zde fiktivní verzi sám sebe. Angely celé jméno je: Angela Pookie Noodlin Pearly Gates Montenegro. Pearly Gates je také jméno gibbonské Les Paul kytary. V roce 2008 byla Michaela nominována na cenu Asijské excelence v kategorii Podpora televizní herečky za její roli ve Sběratelech kostí.
Je vdaná a má dva syny.